# Google Chrome OS
Google Chrome OS és un projecte dut a terme per la companyia Google per desenvolupar un sistema operatiu basat en web. A través del seu blog oficial, Google va anunciar el 7 de juliol del 2009 que Google Chrome OS seria un sistema realitzat partint de codi obert (Linux) i orientat inicialment per a netbooks, estant disponible en la segona meitat de 2010. Funcionarà sobre microprocessadors Intel x86 o Advanced RISC Machines.
La companyia Google ha declarat que el codi font del projecte Google Chrome OS va ser alliberat el 2009. Encara que el sistema es basa en un kernel Linux, té un gestor de finestres propi de Google, en lloc de l'estàndard X Window System utilitzat en la majoria de distribucions Linux d'escriptori. Google incorpora la col·laboració de la comunitat de programari lliure per ajudar en el desenvolupament del projecte.

## Arquitectura
Google va fer moure gran part de la interfície d'usuari des d'un entorn d'escriptori cap a la World Wide Web. De fet, Google es refereix al seu projecte Chrome OS com una extensió natural del navegador Chrome. En altres declaracions per a una audiència de desenvolupadors, Google emfatitza que la web és la plataforma, destacant que les aplicacions basades en web funcionen a Chrome i viceversa.
També compta amb una arquitectura de seguretat actualitzada. Google emfatitza el fet que Chrome no sofrirà virus, programari maliciós, o actualitzacions de seguretat. A causa que molts sistemes operatius actuals van ser dissenyats en èpoques en les quals Internet no era predominant, Chrome es dissenya tenint molt en compte això, eliminant riscs de seguretat comuns arrelats.

## Aplicacions compatibles
Inicialment, Chrome OS era gairebé un sistema operatiu web que depenia principalment de servidors per allotjar aplicacions web i emmagatzematge de dades relacionades. Google a poc a poc va començar a animar als desenvolupadors a crear "aplicacions empaquetades", i més tard, les aplicacions de Chrome. Aquest últim empra HTML5, CSS, Adobe Shockwave i Javascript per proporcionar una experiència d'usuari més propera a una aplicació nativa.
Mentrestant, al setembre de 2014, Google va llançar App Runtime for Chrome (beta), que permet que certes aplicacions d'Android s'executin en Chrome OS. A l'inici l'actualització es va llançar amb la possibilitat de descarregar quatre aplicacions per Android: Duolingo, Evernote, Sight Words i Vine.Actualment es poden instal·lar moltes més aplicacions des de la Google Play.

## Codi Obert
Chrome OS es desenvolupa parcialment sota el projecte de codi obert: Chromium OS. Igual que amb altres projectes de codi obert, els desenvolupadors poden modificar el codi de Chromium OS i crear les seves pròpies versions, mentre que el codi de Chrome OS només és compatible amb Google i els seus socis i només funciona amb maquinari dissenyat per a aquest propòsit. A diferència de Chromium OS, Chrome OS es actualitza automàticament a l'última versió 

### Anunci

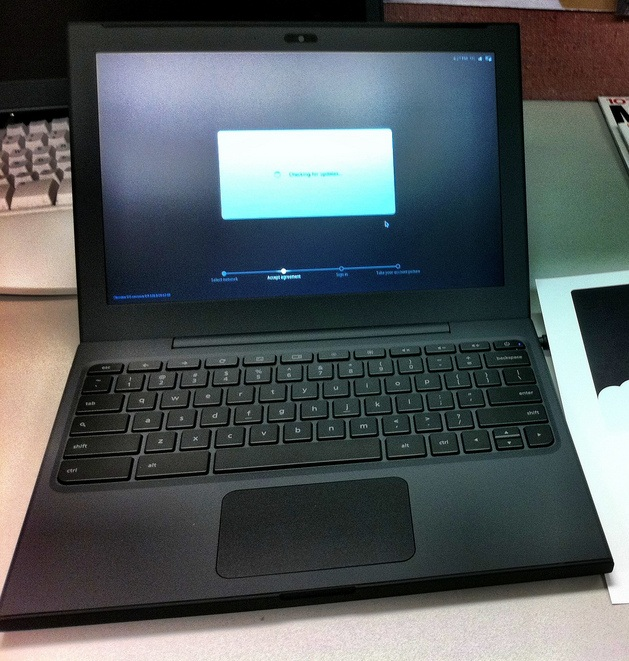
Chrome Notebook (Cr-48)

El 7 de juliol de 2009, Google anuncia un dels seus més grans projectes, el seu propi sistema operatiu, el qual és nomenat «Google Chrome OS» (o simplement abreujat Chrome OS), just 9 mesos després d'haver llançat el seu navegador Google Chrome. Google explica que Chrome OS és un sistema operatiu diferent al que es coneix comunament com a sistema operatiu d'escriptori, sent el navegador Google Chrome la seva principal eina d'ús.
Les primeres característiques que destaca Google és, que el seu sistema operatiu és un projecte de codi obert i sense cost algun. Igual que el navegador Google Chrome que compta amb el projecte Chromium com el projecte obert per al seu desenvolupament, Google Chrome OS compta amb Chromium OS com a projecte de codi obert per al seu desenvolupament. Google també destaca que la seva interfície d'usuari és simple, ràpida, i segura, a causa que la seva principal eina d'ús és el navegador Google Chrome. El sistema operatiu està dissenyat de tal forma que l'usuari pugui connectar-se a Internet en qüestió de segons. Comptarà amb suport per a processadors x86 i ARM, i amb el suport d'una gran llista de fabricants de maquinari i programari.

### Llançament del codi obert
El 19 de novembre de 2009 es va llançar el projecte obert Chromium OS, projecte que permet la col·laboració oberta del desenvolupament del sistema operatiu de Google. El nucli del sistema és Linux, i compta amb eines de l'entorn Linux.

### Chrome Notebook (Cr-48)
El 7 de desembre de 2010, Google va anunciar un programa pilot que consisteix a enviar una computadora portàtil (notebook) sense cost algun, a aquelles persones residents als Estats Units que vulguin començar a provar, en una etapa prèvia, el sistema operatiu Chrome OS. El computador compta amb una connexió 3G, gràcies al proveïdor de telefonia mòbil Verizon, connexió Wi-Fi, una pantalla LCD de 12,1 polzades, càmera integrada, touchpad multitàctil, i un teclat modificat especialment per Chrome OS.

### Chromebook
L'11 de maig de 2011, en l'esdeveniment Google I/O són presentats dos Chromebooks potenciats amb Chrome OS, fabricats per Samsung i Acer. Tots dos Chromebooks compten amb unitats SSD, sense unitat òptica, touchpad multitàctil, pantalles de 12,1 i 11,6 polzades, connexió Wi-Fi o 3G, i amb bateries de llarga durada de fins a 8,5 hores contínues. El 15 de juny de 2011 els Chromebooks es llancen a la venda per al públic, amb preus des dels $349 fins als $499 OSD.

## Característiques fonamentals

### Interfície d'usuari
Chrome OS està dissenyat d'una forma minimalista, a causa que la seva principal eina és el navegador web Google Chrome. D'aquesta forma, la companyia planeja moure gran part de la interfície d'usuari des d'un entorn d'escriptori cap a Internet. De fet, Google es refereix al seu projecte Chrome OS com una extensió natural del navegador Chrome. En altres declaracions per a una audiència de desenvolupadors, Google emfatitza que la web és la plataforma, destacant que les aplicacions basades a la web funcionaran en Chrome i viceversa.
Les principals característiques de la interfície d'usuari són:
- Panells: Els panells són petites finestres inferiors que s'utilitzen per a diferents tasques, tals com la descàrrega d'arxius, navegador d'arxius, missatgeria instantània al Hangouts, prendre notes, o notificadores d'esdeveniments com Google Calendar, Gmail, i actualitzacions del sistema. Els panells també permeten ser minimitzats per ocultar-se, i també es poden utilitzar mentre es navega en diferents llocs en romandre estàtics.[15][16][17]
- Indicadors: Els indicadors es troben en la part superior dreta, i indiquen processos com l'hora, bateria, connexió i selector Wi-fi, i connexió 3G.[18]
- Pestanyes: Les pestanyes són el més utilitzat en el sistema, s'utilitzen per obrir les aplicacions i llocs, i permeten obrir opcions del sistema. Les pestanyes també es poden "fixar" i disminuir la seva grandària per quedar ancorades en la part superior esquerra.[19]
- Llançadors: Els llançadors apareixen a la pàgina principal, i són icones grans que s'utilitzen per obrir aplicacions web, també veure els llocs més visitats, i veure els marcadors en una barra superior.
- OK Google: En noves versions d'aquest sistema va ser incorporada la funció de recerca mitjançant la detecció de la frase "Ok Google"; ja sigui dins d'una pestanya nova o dins del llançador d'aplicacions.
- Smartlock: Aquesta funció està desenvolupada per aconseguir desbloquejar el sistema sobre la base de la vinculació mitjançant bluetooth d'un dispositiu Android, el qual ha de comptar amb un pin de seguretat com a mesura extra de validació.

### Velocitat
Un dels punts que més destaca Google és la velocitat del sistema, amb un temps d'arrencada de 8 segons i un temps d'apagat bastant curt, a més de la rapidesa amb què obre les seves aplicacions web.

### Sincronització
Tots els documents, aplicacions, extensions, i configuracions, són recolzats en línia sota el concepte de computació al núvol. Així que si l'usuari perd la seva màquina, pot obtenir una altra o accedir des d'una altra màquina, i obtenir exactament les mateixes dades que mantenia anteriorment.

### Sempre connectat
Chrome OS solament es pot obtenir per mitjà de la compra directa d'un Chromebook, comptant amb connexió 3G o Wi-Fi per poder estar sempre en línia. La promesa de Google és que Chrome OS sempre estigui connectat, no importa on. A més, en les versions de desenvolupament de Chromium OS, ja s'estan provant les connexions 4G (LTE) amb altres dispositius.

### Aplicacions Web
Chrome OS no utilitza el típic sistema d'aplicacions, les aplicacions s'utilitzen dins del navegador web Google Chrome, i poden ser utilitzades en línia o ser instal·lades per poder utilitzar-se sense la necessitat d'una connexió a Internet. El principal mitjà per obtenir aquestes aplicacions web és la tenda en línia Chrome Web Store, la qual permet adquirir aplicacions, extensions i temes per al navegador Google Chrome en un sol lloc. La tenda també permet comprar aplicacions, i que els desenvolupadors publiquin les seves aplicacions basades en llenguatge web actual.

### Seguretat
També comptarà amb una arquitectura de seguretat actualitzada. Google emfatitza el fet que els seus Chromebooks no sofriran de virus o programes maliciosos. A causa que molts sistemes operatius actuals van ser dissenyats en èpoques en les quals internet no era predominant, Chrome es dissenya tenint molt en compte això, per tant eliminant riscos de seguretat comunes arrelats.
Els punts més importants pel que fa a la seguretat de Chrome OS són:
- Actualitzacions automàtiques: Les aplicacions webs instal·lades, extensions, temes, el navegador, i el sistema operatiu es mantindrà al dia amb actualitzacions automàtiques.
- Aïllament de processos: Aïllar processos que puguin comprometre la seguretat del sistema, tals com a Flaix Player, extensions o aplicacions instal·lades.
- Verificació d'arrencada: Monitoriza si el sistema ha estat manipulat per ens externs abans que el sistema parteixi, i torna a una versió de respatller si això ha succeït.
- Xifrat de dades: Totes les dades descarregades en el disc són xifrats en temps real de punta a punta, a més les dades que se sincronitzen passat pels servidors de Google es xifren, per defecte, usant les credencials de l'usuari, i donant la possibilitat de canviar la contrasenya per la qual l'usuari triï.
- Mode visita: Semblant al «compte de convidat» present en sistemes operatius Windows, GNU/Linux, i Mac OS X. En aquesta manera l'usuari pot passar la màquina a coneguts perquè utilitzin un compte de visita sense que les seves dades es vegin compromesos.

## Característiques avançades

### Multitàctil
Els primers gestos multitactiles es van veure en el Chrome Notebook (Cr-48), però amb funcionaments bàsics, com scroll de pàgina amb dos dits ... Però Google donarà suport multitàctil complet de fins a quatre dits en versions estables.

### Reproductor multimèdia
Tot el contingut multimèdia descarregat, com a música o videos, es podran reproduir gràcies al reproductor multimèdia integrat de Chrome OS.

### Impressió
Per solucionar el problema de compatibilitat de controladors de maquinari de les diferents impressores disponibles al mercat, Google llança Google Cloud Print (encara en Beta). La qual permet imprimir documents des de qualsevol dispositiu i aplicació, solament és necessari connectar la impressora a Google Cloud Print i també connectar-se mitjançant Chrome OS per manar l'ordre d'impressió.

## Relació amb el sistema operatiu Android
Chrome OS és un projecte independent separat del sistema operatiu Android, el qual va ser dissenyat principalment per al seu ús en smartphones. El nou Chrome OS s'enfoca cap a usuaris que passen la major part del seu temps a Internet.

## Empreses implicades
Google està treballant amb nombroses empreses per dissenyar i construir dispositius que suportin Chrome OS. Entre la llista d'empreses destaquen Acer, Adobe, ASOS, Freescale, Hewlett-Packard, Lenovo, Qualcomm, Texas Instruments i Toshiba.